# استقراء (منطق)
الاستقراء هو أي منهج من مناهج التفكير العديدة التي تستمد فيها تعميمات أو مبادئ عامة من مجموعة من الملاحظات. يتطرق هذا المقال إلى الاستقراء المختلف عن الاستنباط (مثل الاستقراء الرياضي)، الذي يكون فيه استنتاج المحاججة الاستنباطية مؤكدًا شريطة أن تكون الفرضيات صحيحة، وعلى العكس، حقيقة استنتاج محاججة استقرائية هي في أفضل الأحوال احتمال يستند إلى دليل معطى.

## الأنواع
تشمل أنواع الاستقراء التعميم والتكهن والقياس الإحصائي والمحاججة من القياس والاستدلال السببي. وثمة فروقات أيضًا في النظر إلى نتائج هذه الأنواع.

### تعميم استقرائي
يمضي التعميم (وبشكل أكثر دقة، التعميم الاستقرائي) من فرضيات تتعلق باعتيان إلى استنتاج حول المجتمع الإحصائي. وتُسقط الملاحظة المكتسبة من هذا الاعتيان على مجتمع إحصائي أوسع.
النسبة ج من الاعتيان تمتلك الخاصية أ

لذلك النسبة ج من المجتمع الإحصائي تمتلك الخاصية أ
على سبيل المثال، إن كان هناك 20 كرة، سواء كانت كرات بيضاء أو سوداء، في جرة، فمن أجل تقدير رقم كل كرة، يؤخذ اعتيان من 4 كرات، ثلاث كرات سوداء وواحدة بيضاء. التعميم الاستقرائي هو أنه ثمة 15 كرة سوداء و5 كرات بيضاء في الجرة.
تستند درجة دعم الفرضية للاستنتاج على العدد في مجموعة اعتيان وعدد في المجتمع الإحصائي، والدرجة التي يمثل فيها الاعتيان المجتمع الإحصائي (الذي يمكن إنجازه، لمجتمع إحصائي، بأخذ اعتيان عشوائي). كلما ازداد حجم الاعتيان بالمقارنة مع المجتمع الإحصائي وكلما كان يمثله بصورة أكثر قربًا، تزداد قوة التعميم. التعميم المتسرع والانحياز الاستعياني هما مغالطتين تعميميتين.

#### تعميم إحصائي
التعميم الإحصائي هو أحد أنواع المحاججة الاستقرائية التي يستنبط فيها استنتاج حول مجتمع إحصائي باستخدام اعتيان تمثيلي إحصائي. كمثال عن ذلك:
يدعم 66٪ من اعتيان عشوائي ضخم من المقترعين الذين جرى إحصاؤهم القياس د
لذلك، تقريبًا 66٪ من المقترعين يدعمون القياس د.
القياس موثوق إلى درجة عالية مع هامش خطأ محدد بصورة جيدة بشرط أن تكون عملية الاختيار عشوائية بالفعل وأن يكون عدد المواد في الاعتيان الذي يمتلك الخصائص كبيرًا. ويمكن قياسه بسهولة. قارن المحاججة السابقة بالتالي. «6 من 10 أشخاص في نادي الكتاب الخاص بي تحرريون. لذلك، نحو 60٪ من الأشخاص هم تحرريون». المحاججة ضعيفة لأن الاعتيان غير عشوائي وحجم الاعتيان صغير جدًا.
تسمى التعميمات الإحصائية أيضًا إسقاطات إحصائية وإسقاطات اعتيانية.

#### تعميمات متناقلة
التعميم المتناقل هو أحد أنواع المحاججة الاستقرائية التي يستنبط فيها استنتاج حول مجتمع إحصائي باستخدام اعتيان غير إحصائي. بكلمات أخرى، يستند التعميم إلى دليل متناقل. كمثال: 
حتى الآن، فاز فريق ابنه ليتل ليغ ب 6 مباريات من أصل 10.

لذلك، بنهاية الموسم، سيكون الفريق قد فاز بـ60٪ من المباريات. 
هذا الاستنباط أقل موثوقية (وبذلك من المرجح بصورة أكبر أن يرتكب مغالطة التعميم المتسرع) من تعميم إحصائي، أولًا لأن أحداث الاعتيان غير عشوائية، وثانيًا لأنه من غير الممكن اختزالها بتعبير رياضي. وبمصطلحات إحصائية، ببساطة ليس ثمة طريقة لمعرفة وقياس وحساب الظروف التي تؤثر على الأداء التي ستحصل في المستقبل. وعلى المستوى الفلسفي، تستند المحاججة إلى افتراض مسبق بأن عمل الأحداث المستقبلية سيعكس الماضي. بكلمات أخرى، سيأخذ تجانس الطبيعة كبديهية، وكمبدأ غير مثبت لا يمكن اشتقاقه من البيانات التجريبية بحد ذاتها. المحاججات التي تفترض مسبقًا بصورة ضمنية هذا التجانس تسمى في بعض الأحيان محاججات هيومية نسبة إلى الفيلسوف الذي أخضعها للمرة الأولى للتفحص الفلسفي. 

### التكهن
يتوصل التكهن الاستقرائي إلى استنتاج حول مثال من الحاضر أو الماضي أو المستقبل من اعتيان عن أمثلة أخرى. شأنه شأن التعميم الاستقرائي، يستند التكهن الاستقرائي إلى مجموعة بيانات تتألف من أمثلة محددة عن ظاهرة ما. لكن بدلًا من التوصل إلى استنتاج عبر مقولة عامة، يتوصل التكهن الاستقرائي إلى استنتاج من خلال مقولة محددة حول احتمالية أن مثالًا معينًا سيمتلك «أو لن يمتلك» خاصية مشتركة «أو غير مشتركة» مع أمثلة أخرى. 
النسبة د من الأعضاء الذين كانوا تحت المراقبة من المجموعة ج كانت لديهم الصفة أ

لذلك، ثمة احتمالية تتوافق مع د بأن أعضاء آخرين من المجموعة ج سيمتلكون الصفة أ عند مراقبتهم في المرة القادمة. 

### قياس إحصائي
ينطلق القياس الإحصائي من تعميم حول مجموعة إلى استنتاج حول فرد. 
النسبة د من الأمثلة المعروفة للمجتمع الإحصائي ج تمتلك الخاصية أ.
الفرد س عضو آخر في المجتمع الإحصائي د.

لذلك، ثمة احتمالية تتطابق مع ج بأن س يمتلك أ. 
على سبيل المثال: 
90٪ من خريجي مدرسة إكسيلسيور التحضيرية يذهبون إلى الجامعة.
بوب خريج مدرسة إكسيلسيور التحضيرية.

لذلك، من المحتمل أن يذهب بوب إلى الجامعة. 
هذا قياس إحصائي. حتى لو لم يكن بالإمكان تأكيد أن بوب سيلتحق بالجامعة، الاحتمالية الدقيقة لهذه النتيجة مؤكدة بالكامل (بفرض عدم توافر معلومات أخرى). يمكن أن تحصل مغالطتا ديكتو سيمبليسيتر في القياس الإحصائي: «مغالطة الحادث» و«مغالطة الحادث العكسي».

### محاججة من القياس
تضم عملية الاستنباط القياسي الإشارة إلى الخصائص المشتركة بين شيئين أو أكثر، واستنادًا إلى هذا الأساس يمكن استنباط أنها تتشارك أيضًا خاصية إضافية:
د وج متشابهتان في ما يتعلق بالخصائص أ وب وج.
لوحظ بأن العنصر د يمتلك الخاصية الإضافية س.

لذلك، من المحتمل أن يمتلك ج أيضًا الخاصية س.